# Guasave (gemeente)
Guasave is een gemeente in de Mexicaanse deelstaat Sinaloa. De hoofdplaats van Guasave is Guasave. Guasave heeft een oppervlakte van 3.464 km² en 270.260 inwoners (census 2005).
Ahome · Angostura · Badiraguato · Choix · Concordia · Cosalá · Culiacán · Eldorado · Elota · Escuinapa · El Fuerte · Guasave · Juan José Ríos · Mazatlán · Mocorito · Navolato · Rosario · Salvador Alvarado · San Ignacio · Sinaloa